# Cámara de Carga
Cámara de Carga es una localidad peruana ubicada en el distrito de Gorgor, perteneciente a la provincia de Cajatambo del departamento de Lima, al centro oeste del Perú. 

## Ubicación
Cámara de Carga se ubica al sur de la provincia de Cajatambo, en el distrito de Gorgor, en el departamento de Lima.

## Demografía
En 2017 Cámara de Carga tenía una población de 1 habitante y 1 vivienda.